# Малєєвський рудник
Малєєвський рудник – гірничодобувне підприємство на сході Казахстану, яке веде розробку мідно-поліметалічного родовища.
Малєєвський рудопрояв виявили ще в 1810 році і ще в тому ж 19 столітті тут вели обмежену приповерхневу розробку. Втім, по справжньому родовище, рудні тіла якого знаходяться на глибинах від 200 до 700 метрів, виявили лише унаслідок проведених в 1977 – 1980 роках геологорозвідувальних робіт. Середній вміст кольорових металів в руді становить 2,3% міді, 7,5% цинку та 1,3% свинцю.
В 1984-му на родовищі почалось будівництво рудника, запуск якого планувався на 1996 рік. Фактично введення в експлуатацію дещо затрималось та припало на 2000 рік.
Розробка ведеться підземним способом за допомогою шахт (стовбурів) «Малєєвська», «Скіпова», «Вентиляційна» та «Повітрявидаюча».
Малєєвський майданчик належить компанії «Казцинк» та станом на кінець 2010-х став єдиним діючим рудником в околицях міста Алтай (раніше було відоме як Зиряновськ), що протягом багатьох десятиліть було потужним центром видобутку кольорових металів. Руда надходить на Алтайську збагачувальну фабрику. 
Станом початок 2003-го запаси руди в Малєєвському родовищі оцінювались у 38 млн тон, а станом на початок 2019-го – лише у 12 млн тон, при тому, що проектна річна потужність рудника становить 2,2 млн тон.